# RC Fontainebleau
RC Fontainebleau is een Franse voetbalclub uit Fontainebleau. De clubkleuren zijn blauw en geel.

## Geschiedenis
CS de Fontainebleau werd opgericht in 1912, men speelde tot in 1966 onder deze naam. In 1966 ondergaat de club een fusie met AS Bagneaux-Nemours en ze gaan verder onder de naam Entente Bagneaux-Fontainebleau-Nemours onder deze naam blijft men spelen tot in 1978. Tussen 1978 en 1988 speelt men terug onder CS de Fontainebleau. In 1998 ondergaat de club een fusie met US Melun, ze gaan samen verder onder Entente Melun-Fontainebleau maar de naam wordt maar een seizoen gebruikt waarna men verdergaat onder RC Fontainebleau.
De verscheidene clubs speelde zeven seizoenen in de Ligue 2, anno 2020 speelt de club op regionaal niveau.